# Kollektivum
Das Kollektivum (Mehrzahl: Kollektiva; lateinisch [nomen] collectivum), auch Sammelname, Sammelbegriff oder Sammelbezeichnung genannt, ist ein sprachlicher Ausdruck, der eine unbestimmte Anzahl gleichartiger Dinge oder Sachverhalte in einer Klasse zusammenfasst.

## Verwendung und Bedeutung
Der Begriff findet v. a. Verwendung in
- semantischer Hinsicht (in Bezug auf Zeichen und Bedeutung): Hier ist Sammelbegriff ein Begriff für eine Klasse von Dingen, Sachverhalten oder Klassen.[1]
- linguistischer Hinsicht (in Bezug auf den sprachlichen Ausdruck): Hier ist es eine bestimmte Untergruppe der Wortart Substantiv.
- standesamtlicher Hinsicht: Hier werden extrem häufig vorkommende Familiennamen wie Müller und Schmidt mit auch rechtlicher Bedeutung als Sammelnamen bezeichnet.

In manchen Fällen wird als Kollektivum ein Wort verwendet, bei dem kein Zusammenhang zu einer entsprechenden Singularform ersichtlich ist, im Deutschen zum Beispiel Laub für eine Ansammlung von Blättern, Obst als Sammelbegriff für Früchte oder eine Herde für einen Verband von Tieren.
Daneben gibt es verschiedene Wortbildungsmuster zur Bildung von Kollektiva auf der Grundlage eines Singulars oder auch eines Verbs. Im Deutschen üblich sind Muster auf der Grundlage von End- oder Vorsilben wie -schaft (Belegschaft, Bürgerschaft), Ge- (Gebirge, Geflügel, Gefecht), -werk (Buschwerk, Regelwerk), -zeug (Handwerkszeug, Spielzeug, Rüstzeug, Segelzeug). Bei einigen Fremdwörtern wird auf Bildungen der Herkunftssprache zurückgegriffen (Management, Instrumentarium, Klientel). Auch kann Formgleichheit mit dem Singular bestehen, wie zum Beispiel im Deutschen der Ausdruck Wort im Sinne von „Aussage, Rede“ oder das Haar für die Gesamtheit der Haare im Sinne von „Haartracht, Frisur“ („sie trägt ihr Haar offen“, auch im Märchen „Rapunzel, lass dein Haar herunter!“).
Manchmal von den Kollektiva unterschieden werden die Stoffnamen (Materialnamen, Kontinuativa) wie Wasser, Holz, Gehölz, Gestein, Gold, Vieh.
Das Zahlwort des Kollektivs ist die Kollektivzahl.

## Begriffsgeschichte in der Philosophie
Die grammatischen Theoretiker der stoischen Epoche und später Boethius unterschieden Gattungsbegriffe von Eigennamen, von denen sie Kollektivbegriffe abgrenzten. Diese seien Begriffe für eine Anzahl von Dingen mit einer gemeinsamen Eigenschaft. Als solche stehen sie dem Gattungsbegriff näher als dem Eigennamen. Diese Unterscheidung wurde bis in das 17. Jahrhundert beibehalten und ergänzt durch die Unterscheidung von generischen und spezifischen Kollektivbegriffen. Die ersteren bezeichnen Aggregate, die erst durch Angabe zusätzlicher Prädikate bestimmt werden („die Menge, Gruppe usw. aller …“). Die zweiten bezeichnen einheitliche Zusammenfassungen einer Gruppe von Individuen („das Volk“, „der Wald“), für die es keine Singularform gibt. Die weitere Unterscheidung zwischen kollektiven und distributiven Begriffen durch John Stuart Mill bezieht sich darauf, dass mit ersteren nicht jedes Element von Mengen bezeichnet werden können (z. B. „der Rat der Stadt“).